# Pavel Panov
Pavel Georgiev Panov (Sófia, 14 de setembro de 1950 - 18 de fevereiro de 2018) foi um futebolista búlgaro, ele atuava como atacante.

## Carreira
Pavel Panov fez parte do elenco da Seleção Búlgara de Futebol da Copa do Mundo de 1974.